# Ivo Oliveira
Ivo Emanuel Alves Oliveira (Vila Nova de Gaia, 5 september 1996) is een Portugees baan- en wegwielrenner. Anno 2025 is hij actief bij  UAE Team Emirates. Zijn tweelingbroer Rui en oudere broer Hélder zijn ook wielrenner.

## Carrière
Als junior werd Oliveira in 2013 nationaal kampioen achtervolging en werd het tweede in de puntenkoers. Later dat jaar werd hij, in datzelfde onderdeel, derde op het wereldkampioenschap. In 2014 won hij drie gouden medailles op de nationale kampioenschappen: hij won het omnium, de ploegenachtervolging en de teamsprint. Op zowel het Europese als het wereldkampioenschap won hij de individuele achtervolging. Samen met zijn tweelingbroer won Oliveira op het wereldkampioenschap ook de bronzen medaille in de ploegkoers. Op de weg werd hij nationaal kampioen tijdrijden. Aan het einde van het jaar werd hij verkozen tot Portugees belofte van het jaar.
In 2015 won Oliveira de kilometertijdrit en het omnium in Anadia. In 2016 en 2017 won Oliveira vijf nationale titels op de baan.
In 2017 won Oliveira de twee kilometer lange proloog van de Grote Prijs Priessnitz spa, voor Casper Pedersen en Kevin Geniets. De leiderstrui die hij daaraan overhield raakte hij een dag later kwijt aan Axel Journiaux. Omdat zijn ploeg in 2018 een stap hogerop deed, werd Oliveira dat jaar prof. In april van dat jaar won hij de laatste etappe in de Circuit des Ardennes.

## Palmares

### Baanwielrennen
| Jaar  | NK                                   | EK                         | WK            | OS    | WB                                                          | Overig                                                            |
| Elite | Elite                                | Elite                      | Elite         | Elite | Elite                                                       | Elite                                                             |
| ----- | ------------------------------------ | -------------------------- | ------------- | ----- | ----------------------------------------------------------- | ----------------------------------------------------------------- |
| 2015  | puntenkoers · scratch                |                            |               |       |                                                             |                                                                   |
| 2016  | 1km · achtervolging                  |                            |               |       |                                                             | Troféu CAR: 1km                                                   |
| 2017  | achtervolging · omnium · puntenkoers | achtervolging              |               |       |                                                             |                                                                   |
| 2018  | omnium · ploegkoers                  | achtervolging              | achtervolging |       | Minsk: · achtervolging · scratch · ploegkoers · puntenkoers | GP Prostějov: ploegkoers en omnium                                |
| 2019  | achtervolging · omnium · puntenkoers |                            |               |       |                                                             |                                                                   |
| 2020  | omnium                               | achtervolging · ploegkoers |               |       |                                                             |                                                                   |
| 2021  |                                      |                            |               |       |                                                             | Troféu Alves Barbosa: ploegkoers en omnium Troféu Sunlive: omnium |
| 2022  |                                      |                            | achtervolging |       |                                                             | Troféu Internacional de Anadia: ploegkoers                        |
| 2023  | ploegkoers                           |                            |               |       | Milton: · ploegkoers                                        |                                                                   |
| 2024  |                                      |                            |               |       | Milton: · ploegkoers                                        | Troféu Internacional de Anadia: omnium                            |
| 2025  |                                      | achtervolging · ploegkoers |               |       |                                                             |                                                                   |

### Wegwielrennen
2014
 Portugees kampioen tijdrijden, Junioren
2017
Proloog Grote Prijs Priessnitz spa
2018
4e etappe Circuit des Ardennes
 Portugees kampioen tijdrijden, Beloften
2020
 Portugees kampioen tijdrijden, Elite
2023
Proloog Boucles de la Mayenne
 Portugees kampioen op de weg, Elite
2025
2e en 4e etappe Ronde van de Abruzzen
5e etappe Ronde van Slovenië
 Portugees kampioen op de weg, Elite

#### Resultaten in voornaamste wegwedstrijden
| Jaar | Ronde van Italië | Ronde van Frankrijk | Ronde van Spanje |
| ---- | ---------------- | ------------------- | ---------------- |
| 2020 |                  |                     | 101e             |
| 2021 |                  |                     |                  |
| 2022 |                  |                     | 131e             |
| 2023 |                  |                     |                  |
| 2024 |                  |                     |                  |

| Jaar | Gent-Wevelgem | Amstel Gold Race | Parijs-Tours |  | WK op de weg |
| ---- | ------------- | ---------------- | ------------ |  | ------------ |
| 2020 |               |                  |              |  | 86e          |
| 2021 | opgave        | opgave           |              |  |              |
| 2022 |               | opgave           |              |  | 83e          |
| 2023 |               |                  | 41e          |  |              |
| 2024 | opgave        |                  | 84e          |  | opgave       |

## Ploegen
- 2017 –  Axeon Hagens Berman
- 2018 –  Hagens Berman Axeon
- 2019 –  UAE Team Emirates
- 2020 –  UAE Team Emirates
- 2021 –  UAE Team Emirates
- 2022 –  UAE Team Emirates
- 2023 –  UAE Team Emirates
- 2024 –  UAE Team Emirates
- 2025 –  UAE Team Emirates

Anderson · Barta · Blevins · Brown · Costa · Curran · Dunbar · Garrison · Lawless · Narváez · I. Oliveira · R. Oliveira · Owen · Powless · Rice · Young
Almeida · Anderson · Barta · Bennett · Bjerg · Blevins · Brown · Costa · Davis · Garrison · Mostov · I. Oliveira · R. Oliveira · Philipsen · Revard · Rice · Zijlaard
Aru · Bohli · Bystrøm · Consonni · Conti · Costa · Đurasek · Ferrari · Gaviria · Henao · Kristoff · Laengen · Marcato · Martin · Mirza · Molano · Mori · Muñoz · I. Oliveira · R. Oliveira · Petilli · Philipsen · Pogačar · Polanc · Ravasi · Raboesjenka · Sutherland · Troia  · Ulissi
Ardila · Aru · Bjerg · Bohli · Bystrøm · Conti · Costa · Covi · De la Cruz · Dombrowski · Formolo · Gaviria · Henao · Kristoff · Laengen · Marcato · McNulty · Mirza · Molano · Muñoz · I. Oliveira · R. Oliveira · Philipsen · Pogačar · Polanc · Ravasi · Raboesjenka · Richeze · Troia · Ulissi
Ardila · Ayuso (vanaf 15 juni) · Bjerg · Bystrøm · Conti · Costa · Covi · De la Cruz · Dombrowski · Fisher-Black (vanaf 14 juli) · Formolo · Gaviria · Gibbons · Hirschi · Kristoff · Laengen · Majka · Marcato · McNulty · Mirza · Molano · Muñoz · I. Oliveira · R. Oliveira · Pogačar · Polanc · Raboesjenka · Richeze · Trentin · Troia · Ulissi· Groß (stagiair)
Ackermann · Almeida · Ardila · Ayuso · Bennett · Bjerg · Brunel (tot 2/6) · Costa · Covi · Fisher-Black · Formolo · Gaviria · Gibbons · Groß · Hirschi · Hodeg · Laengen · Majka · McNulty · Mirza · Molano · I. Oliveira · R. Oliveira · Pogačar · Polanc · Richeze · Soler · Suter · Trentin · Troia · Ulissi · Andersen (stagiair) · Kluckers (stagiair) · Knight (stagiair)
Ackermann · Almeida · Ayuso · Bax · Bennett · Bjerg · Christen (vanaf 1/8) · Covi · Fisher-Black · Formolo · Gibbons · Groß · Großschartner · Hirschi · Hodeg · Laengen · Majka · McNulty · Molano · Novak · I. Oliveira · R. Oliveira · Pogačar · Polanc (tot 15/5) ·  Soler · Trentin · Ulissi · Vine · Vink · Wellens · Yates · Glivar (stagiair)
Almeida · Arrieta · Ayuso · Baroncini · Bax · Bjerg · Christen · Covi · del Toro · Fisher-Black · Großschartner · Hirschi · Hodeg · Laengen · Majka · McNulty · Molano · Morgado · Novak · I. Oliveira · R. Oliveira · Pogačar · Politt · Sivakov · Soler · Ulissi · Vine · Vink · Wellens · Yates